# Norddalsfjorden (Sunnmøre)
Norddalsfjorden er en fjordarm af Storfjorden i kommunerne Norddal og Stranda på Sunnmøre i Møre og Romsdal. Fjorden går 16 kilometer mod øst til Oksneset, hvor Tafjorden fortsætter mod sydøst. Medregnet Tafjorden er den 24 kilometer lang. I gammel tid var navnet «Todarfjorden» og  omfattede også Tafjorden.
Fjorden har indløb i vest mellem Liabygda i nord og Skrednakken i syd. Et stykke inde i fjorden ligger bygden Eidsdal på sydsiden. Herfra går der færge over til Linge på nordsiden. Lige øst for Linge ligger bygden Sylte hvor elven Valldøla munder ud. Videre ind i fjorden ligger Fjøra. Lige syd for Fjøra ligger Oksneset, hvor Tafjorden starter.
Langs fjorden er der flere vejløse gårde og bebyggelser som blev fraflyttet i moderne tid. Blandt andet blev  i Verpesdal, en hængende dal, affolket i 1950'erne.
Tidligere gik der fjordbåde eller færger på langs af store dele af fjorden. I perioden 1890-1920 drev Søndmøre Dampskibsselskab lokale dampskibsruter i indre Sunnmøre med udgangspunkt i Ålesund der der var afgang eftermiddag og retur næste dag. Før 1939 gik al trafik indenfor Vaksvik med fjordbåde. I 1956 var der bilvej  fra Sjøholt til Stordal, med langsgående færgeforbindelse fra Stordal til Stranda, Hellesylt, Geiranger, Valldal, Eidsdal, Norddal og Tafjord. Før Ørnevegen åbnede i 1956 gik biltrafikken (over Trollstigen) med færge mellem Sylte og Geiranger. Tunneler mellem Linge og Overå (Liabygda) blev åbnet i 1975 og det gav en sammenhængende kørevej mellem Ålesund og Valldal. I 1962 gik der fortsat mange færger på langs af fjorden (Stordal-Stranda-Hellesylt-Geiranger-Overåneset-Eidsdal-Valldal-Norddal-Fjørå-Tafjord). I 1982 var kun  den korte fjordkrydsning Eidsdal-Linge tilbage.
- Norddalsfjorden set fra færgen mellem Stranda og Gravaneset (Liabygda)
- To færger mødes på Norddalsfjorden mellem Linge og Eidsdal
- Norddalsfjorden med Tafjorden i baggrunden